# Андреа Грити
Андреа Грити (на италиански: Andrea Gritti) е 77-и венециански дож от 1523 до 1538 г.

## Биография
Андреа Грити е роден в Бардолино близо до Верона и след като остава сирак, е отгледан от дядо си, който го води навсякъде със себе си по време на многобройните си пътувания като посланик на Венеция. По-късно Грити се установява в Константинопол, където се занимава с търговия и става един от информаторите на Венеция, като уведомява републиката в шифровани писма за действията и плановете на турците. Тази му дейност е разкрита и той е хвърлен в османски затвор през август 1499 г. като от смъртна присъда го спасява единствено приятелството му с великия везир. Както свидетелстват документите от епохата, престоят му в тъмниците на Седемте кули хвърля в ужас многобройните му турски приятели и в голяма скръб големия брой жени, влюбени в него. През 1503 г. Грити е освободен и играе ролята на посредник в преговорите между Венеция и султан Баязид II.
След поражението на венецианците в битката при Анядело, той е назначен за капитан и успява да отвоюва голяма част от загубените по-рано територии. Пленен от французите, за пореден път се отличава при воденето на мирните преговори с тях.
През 1512 г. той ръководи и преговорите с френския крал Франсоа I. Заема различни длъжности до избирането му за дож на 20 май 1523. След като подписва мирен договор с Карл V, Грити се тревожи от настъплението на Османската империя в Унгария. Той не е в състояние да попречи и на нападението на Корфу от страна на османците през 1537 г.
Андреа Грити умира на 28 декември 1538 г.

## Семейство
Андреа Грити има два брака. През 1476 г. се жени за Бенедета ди Лука Вендрамин, от която има син Франческо. След като съпругата му умира при раждане, през 1503 г. Грити сключва втори брак с Мария ди Бернардо Дона, която умира скоро след сватбата им, през 1506 г., но преди това му ражда две дъщери – Бенедета и Виенна. Бенедета е омъжена на 14 ноември 1520 г. за Джовани Писани ди Алвизе. По-малката му дъщеря Виенна е омъжена през 1524 г. за Поло Контарини ди Закария.
След като се премества в Константинопол Грити има четири незаконородени сина от гъркиня, с която живее в квартала Пера – Алвизе, Джорджо, Лоренцо и Пиетро.